# 星名の一覧
星名の一覧（せいめいのいちらん）では恒星の固有名を列記する。

## 恒星の固有名の一覧
- 恒星の固有名の一覧 (アルファベット順)
- 恒星の固有名の一覧 (星座別)
  - 国際天文学連合が固有名を定めた恒星の一覧